# Selat Dampier
Selat Dampier är ett sund i Indonesien.   Det ligger i provinsen Papua Barat, i den östra delen av landet, 2 700 km öster om huvudstaden Jakarta.